# 박부양
박부양(朴富陽, 1905년 6월 7일 ~ 1974년 4월 20일)은 일제강점기의 관료이다. 본관은 반남으로서 반남 박씨 자작가의 대를 이었다.

## 생애
경기도 고양군 출신으로, 을사오적 중 한 명인 박제순의 상속자이다. 박제순이 1916년에 사망하자 10대 초반의 나이에 자작 작위를 습작하였다.
1923년에 경성제일고등보통학교를 졸업하고 조선총독부 관리가 되었다. 총독부에서 지방세 조사에 관한 사무를 촉탁받아 일했으며, 이후 총독부 군수와 조선총독부 중추원 서기를 지냈다.
일제 강점기 동안 경제적으로 남부럽지 않게 부유한 생활을 하였다. 1925년에 '청년자작'으로 불리던 박부양이 당시 드물던 오토바이를 타고 가다가 낙상하는 사고를 당해 언론에 보도 된 일이 있으며, 1937년에는 조선귀족 모임인 동요회에서 이사를 맡고 있었다.
1949년에 반민족행위처벌법에 따라 당연범으로 반민특위의 조사를 받고 검찰에 송치되었으나, 반민특위 활동이 무산되면서 처벌은 받지 않았다.

## 사후
2002년 민족정기를 세우는 국회의원모임이 발표한 친일파 708인 명단과 2008년 민족문제연구소에서 친일인명사전에 수록하기 위해 정리한 친일인명사전 수록예정자 명단 중 조선귀족 부문에 모두 선정되었다. 민족문제연구소에서는 관료 부문에도 중복 수록했다. 2009년 친일반민족행위진상규명위원회가 발표한 친일반민족행위 705인 명단에도 수록되었다.

## 가족 관계
- 조부 : 박홍수(朴弘壽, 1814년 ~ 1901년)
- 조모 : 조경원(趙敬源)의 딸
  - 아버지 : 박제순(朴劑純, 1858년 ~ 1916년)
    - 동생 : 박이양(朴彝陽)

  - 어머니 : 고씨
    - 부인 : 김씨
      - 아들 : 박승유(朴勝裕)

## 같이 보기
- 박제순
- 동요회

## 참고자료
- 박부양(朴富陽) - 국사편찬위원회